# Vulpea și câinele 2
Vulpea și câinele 2 (în engleză The Fox and the Hound 2) este un film de animație american direct-pe-video, continuarea filmului Vulpea și câinele. Film a fost produs de Disney Toon Studios, regizat de Jim Kammerud și lansat de Walt Disney Pictures pe 12 decembrie 2006 în Statele Unite. Beneficiază de vocile unor actori celebri precum Patrick Swayze și Reba McEntire. În coloana sonora este și piesa "You Know I Will", interpretată de către Lucas Grabeel, cele mai bine cunoscut pentru rolul Ryan Evans în trilogia High School Musical.
Povestea filmului are loc în tinerețea lui Tod și Copper, când Copper este tentat să adere la o bandă de a cânta câini vagabonzi. Coloana sonoră a fost lansată oficial la 21 noiembrie 2006.